# Hyophila neocaledonica
Hyophila neocaledonica är en bladmossart som beskrevs av Brotherus och Jean Édouard Gabriel Narcisse Paris 1906. Hyophila neocaledonica ingår i släktet Hyophila och familjen Pottiaceae. Inga underarter finns listade i Catalogue of Life.